# USS LST-726
O USS LST-726 foi um navio de guerra norte-americano da classe LST que operou durante a Segunda Guerra Mundial.